# Microrregión del Medio Capibaribe
La microrregión del Médio Capibaribe está compuesta por 10 municipios, siendo Limoeiro el de mayor población. La economía es básicamente de ganadería mixta y de corte. La agricultura practicada es de subsistencia.

## Municipios
- Buen Jardín (Pernambuco)
- Cumaru (Pernambuco)
- Feria Nueva (Pernambuco)
- Juán Alfredo
- Limoeiro (Pernambuco)
- Hachas
- Orobó
- Passira
- Salgadinho (Pernambuco)
- Son Vicente Ferrer (Pernambuco)